# For the Demented
For the Demented è il sedicesimo album in studio del gruppo musicale canadese Annihilator, pubblicato nel 2017.

## Tracce
1. Twisted Lobotomy – 4:44
2. One to Kill – 4:43
3. For the Demented – 5:22
4. Pieces of You – 6:10
5. The Demon You Know – 4:43
6. Phantom Asylum – 6:14
7. Altering the Altar – 5:05
8. The Way – 3:18
9. Dark (strumentale) – 2:09
10. Not All There – 5:42